# Tu-304 (航空機)
Tu-304(ツポレフ304；ロシア語:Ту-304トゥー・トリースタ・チトィーリェ)は、ロシアのツポレフ設計局が1990年代に開発計画を発表した大型ジェット旅客機である。
ロシア政府から開発資金を得られなかったためか、現時点では実現する見込みが無いといえる。計画案では双発で全長62m、全幅57mとエアバスA330-300に匹敵するサイズで、乗客数を312～400、航続距離10,200Km、巡航速度マッハ0.85を目標としていた。また、このような大型機を飛行させられるジェットエンジンはロシアには無いため、イギリスのロールス・ロイス・トレント884（ボーイング777に搭載されている）を使うとしており、実用化されればソ連・ロシアを通じて最大の旅客機になるはずであった。だが前述のようにキャンセルされている状態だといえる。